# Смоляна яма

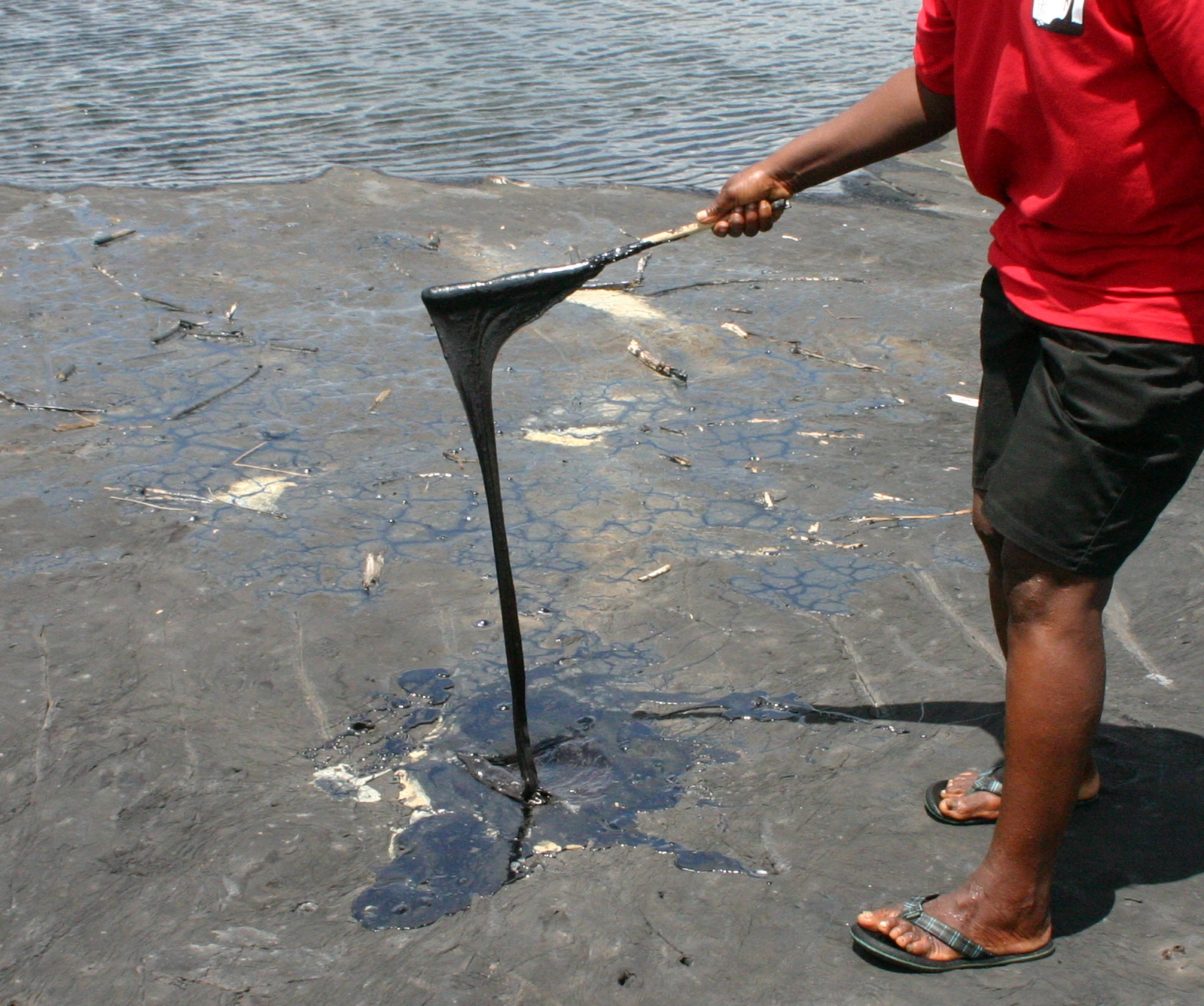
Піч-Лейк, Тринідад

Смоляна яма (англ. tar pit), правильніше бітумна яма (англ. asphalt pit) або бітумне озеро (англ. asphalt lake) — місце, де підземний бітум виходить на поверхню, створюючи велику ділянку природного асфальту.

## Відомі смоляні ями

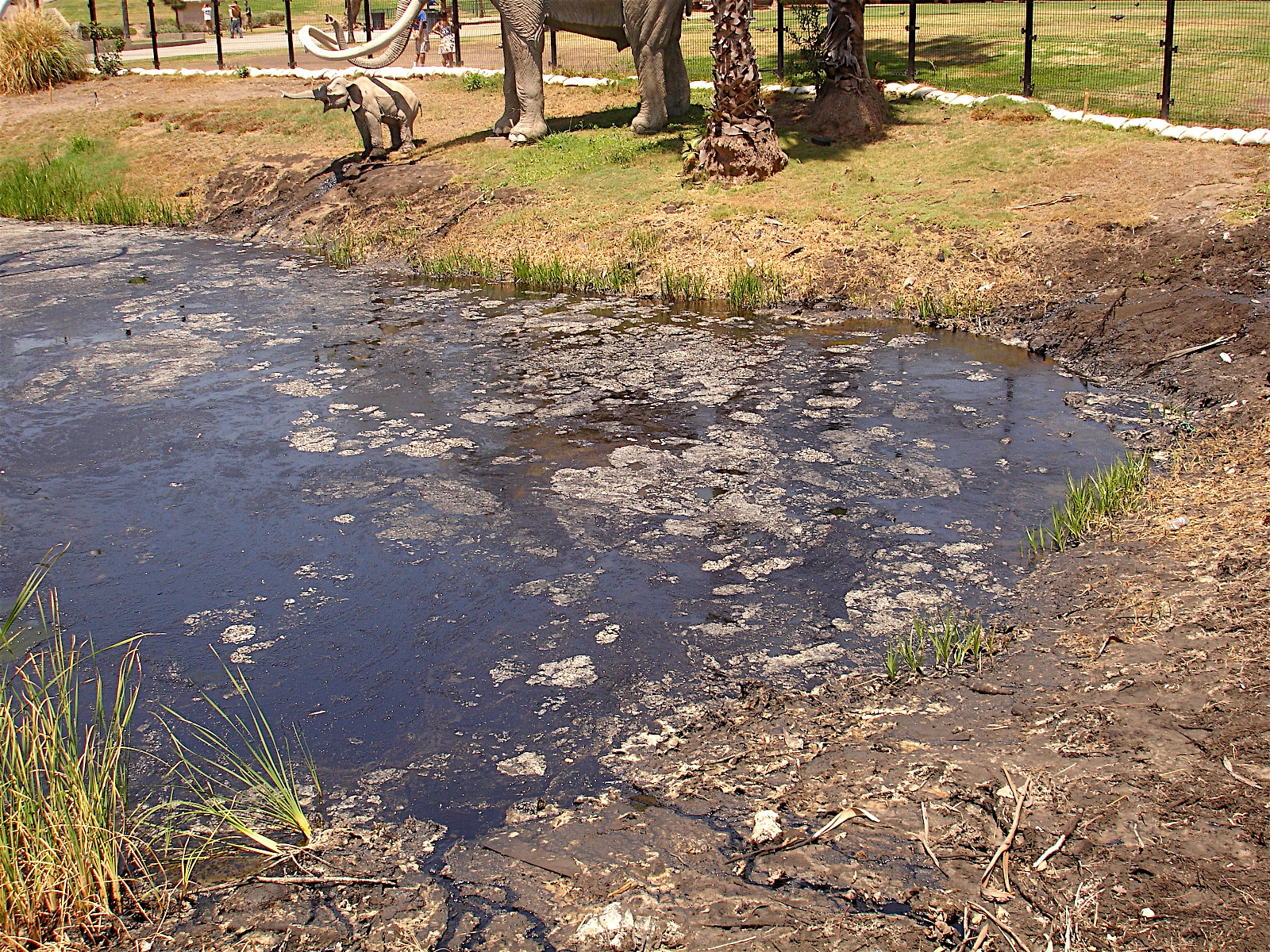
Смоляні ями Ла-Брея, Каліфорнія

У світі існує всього лише декілька відомих бітумних озер:
- Піч-Лейк (Ла Бреа, Тринідад і Тобаго)
- Озеро Бермудес (Либертадор, штат Сукре, Венесуела)
- Ранчо Ла-Брея (Лос-Анджелес, Каліфорнія, США)
- Бінагади (Бінагади, Баку, Азербайджан)
- Смоляні ями МакКітрика (МакКітрик біля Бейкерсфілда, Каліфорнія, США)
- Смоляні ями Карпінтерії (Карпінтерії, Округ Санта-Барбара, Каліфорнія, США)
- Смоляна яма в шарах глинистих пісковиків поблизу Старуні в Україні (тепер село Івано-Франківської області).

Також бітумні озера є в Техасі, Перу, Ірані, Росії і Польщі. Безліч смоляних ям є в околицях Мертвого моря, а в часи Йосипа Флавія Мертве море називали Асфальтовим озером через шматки бітуму, що плавали в нім.

## Палеонтологічне значення
Тварини, що потрапляли до смоляних ям, часто угрузали у них, що робить ці ями відмінними місцями для виявлення кісток доісторичних тварин. Зокрема, з одних тільки каліфорнійських смоляних ям Ла-Брея було витягнуто понад півмільйона кісток тварин, у тому числі шаблезубих тигрів, мамутів, ведмедів, величезних грифів та безліч різноманітних гризунів, ящірок і комах. Скелети з Ла-Брея, що становлять найбільшу у світі колекцію решток тварин, що існували 15 тисяч років тому, виставлені в місцевому музеї Лос-Анджелеса.

### Ресурси
- с. Старуня[недоступне посилання з травня 2019]
- Феномени Старуні
- Волохатий гігант-носоріг, родом із Старуні
- СТАРУНСЬКІ ЕПОПЕЇ. ЧАСТИНА І: У ПОШУКАХ МАМОНТА [Архівовано 5 грудня 2020 у Wayback Machine.]
- СТАРУНСЬКІ ЕПОПЕЇ. ЧАСТИНА ІІ: ВУЛКАН, РАДІАЦІЯ І ЦІКАВИЙ ПРОЕКТ [Архівовано 5 грудня 2020 у Wayback Machine.]
- Невелике прикарпатське селище Старуня Богородчанського району стало відомим палеонтологам усього світу [Архівовано 17 березня 2010 у Wayback Machine.]
- «Парк Льодовикового періоду» запросить туристів пом'янути волохатого носорога[недоступне посилання з травня 2019]